# Seimeni
Seimeni község Constanța megyében, Dobrudzsában, Romániában. A hozzá tartozó települések: Dunărea és Seimenii Mici.

## Fekvése
A település az ország délkeleti részén található, Konstancától hatvanöt kilométerre északnyugatra, a legközelebbi várostól, Cernavodătól nyolc kilométerre északra. A község a Duna egyik ágának, az Öreg-Duna (más nevén Ostrovi-ág) partján fekszik, mely elválasztja az ország legnagyobb szigetétől, Ialomiţa-lápjától.

## Története
Régi török neve Büyük Seğmenler, románul Seimenii Mari. Első írásos említése az 1600-as évekből való, amikor Constantin Şerban Basarab, Havasalföld uralkodójának katonái fellázadtak és átkelvén a Dunán ezen a területen telepedtek le. Őket nevezték seimeni-nek, ahonnan a falu neve is származik.

## Lakossága
A nemzetiségi megoszlás a következő:
| 2002      | 2002 | 2002   |
| --------- | ---- | ------ |
| Románok   | 2240 | 99,55% |
| Lipovánok | 6    | 0,26%  |
| Romák     | 2    | 0,08%  |
| Magyarok  | 1    | 0,04%  |
| Tatárok   | 1    | 0,04%  |
| Összesen  | 2250 | 100,0% |

## Híres emberek
- Eugen Munteanu (Seimeni, 1953. augusztus 18. –): nyelvész, műfordító, esszéíró.
- Stan Greavu Dunăre (Seimeni, 1905. április ? – Cernavodă, 1929. május 10.): író, muzeológus.